# Collingwood Football Club
Pour les articles homonymes, voir Collingwood.
Le Collingwood Football Club, surnommé « The Magpies » (les pies), est un club de football australien évoluant dans l'Ligue de Football Australien (AFL) et basé à Collingwood dans la banlieue nord de Melbourne dans l'État de Victoria. Le club a remporté à seize reprises l'AFL et une fois la Victorian Football Association en 1896 ce qui en fait le egalité club le plus titré avec Essendon et Carlton.
Collingwood a joué un nombre record de 45 grandes finales avec 16 victoires, 2 matchs nuls et 27 défaites (également un record).
Créé en 1892, il participe l'AFL dès la création de cette dernière. Il évolue à domicile au Melbourne Cricket Ground, doté d'une capacité de 100 000 places, ainsi qu'à quelques occasions au Docklands Stadium. Il détient le titre 2023.
Collingwood est le club le plus soutenu de l'AFL et a toujours attiré une foule beaucoup plus importante que les autres clubs.
En 2024, le club comptait 110 628 membres, ce qui en fait le club comptant le plus de membres.

## Palmarès
- Champion VFL/AFL (16) : 1902, 1903, 1910, 1917, 1919, 1927, 1928, 1929, 1930, 1935, 1936, 1953, 1958, 1990, 2010 et 2023.
- Champion VFA (1): 1896